# Ніко Капанен
Ніко Клаус Петтері Капанен (фін. Niko Klaus Petteri Kapanen; 29 квітня 1978, м. Хаттула, Фінляндія) — фінський хокеїст, центральний нападник.
Вихованець хокейної школи ГПК Гямеенлінна. Виступав за ГПК (Гямеенлінна), ТПС (Турку), «Юта Гріззліз» (АХЛ), «Даллас Старс», ХК «Цуг», «Атланта Трешерс», «Фінікс Койотс», «Ак Барс» (Казань), «Йокеріт».
В чемпіонатах НХЛ — 397 матчів (36+90), у турнірах Кубка Стенлі — 18 матчів (5+4). В чемпіонатах Фінляндії — 258 матчів (60+106), у плей-оф — 38 матчів (10+19). В чемпіонатах Швейцарії — 44 матчі (9+33), у плей-оф — 9 матчів (2+5).
У складі національної збірної Фінляндії учасник зимових Олімпійських ігор 2006 і 2010 (14 матчів, 2+3), учасник чемпіонатів світу 2000, 2001, 2002, 2004, 2005, 2007, 2008, 2009 і 2011 (75 матчів, 22+30), учасник Кубка світу 2004 (6 матчів, 1+2). У складі молодіжної збірної Фінляндії учасник чемпіонату світів 1997 і 1998. У складі юніорської збірної Фінляндії учасник чемпіонату Європи 1996.
Досягнення
- Срібний призер зимових Олімпійських ігор (2006), бронзовий призер (2010)
- Чемпіон світу (2011), срібний призер (2001, 2007), бронзовий призер (2000, 2008)
- Фіналіст Кубка світу (2004)
- Чемпіон Фінляндії (2001), бронзовий призер (1997, 1999, 2000)
- Володар Кубка Гагаріна (2009, 2010).